# Chico Carrasquel
Alfonso Carrasquel Colón, plus connu sous le nom de Chico Carrasquel est né le 23 janvier 1928 à Caracas au Venezuela et est décédé le 26 mai 2005 à Caracas. Il était un arrêt-court en Ligue majeure de baseball de 1950 à 1959.
Il fut le premier joueur d'Amérique latine à être sélectionné pour le match des étoiles en 1951, et y a été nommé à quatre reprises (1951, 1953, 1954 et 1955). En club, il évolua successivement pour les White Sox de Chicago (1950-1955), les Indians de Cleveland (1956-1958), les Kansas City Athletics (1958) puis les Orioles de Baltimore (1959). En carrière dans la Ligue, il disputa 1 325 matchs pour une moyenne de 0,254 au passage à la batte, 55 coups de circuit et 254 points produits.